# Сурджит Сінгх Рандгава
Сурджит Сінгх Рандгава (10 жовтня 1951 — 6 січня 1984) — індійський хокеїст на траві.
Учасник Олімпійських Ігор 1976 року.
Срібний призер Азійських ігор 1974, 1978 років.
Чемпіон світу 1975 року, срібний призер 1973 року.